# Undersåkers församling
Undersåkers församling är en församling i Norra Jämtlands kontrakt i Härnösands stift. Församlingen ingår i Åre pastorat och  ligger i Åre kommun i Jämtlands län.

## Administrativ historik
Församlingen har medeltida ursprung.
Församlingen var till 1 maj 1925 moderförsamling i pastoratet Undersåker och Mörsil som omkring 1350 utökades med Åre församling och Kalls församling, från 1 maj 1925 till 1 maj 1928 moderförsamling i pastoratet Undersåker, Mörsil, Kall och Undersåkers lappförsamling, från 1 maj 1928 till 1942 moderförsamling i pastoratet Undersåker, Mörsil och Undersåkers lappförsamling och från 1942 till 1962 moderförsamling i pastoratet Undersåker och Mörsil. Från 1962 till 2000 utgjorde församlingen ett eget pastorat. Från 2000 ingick församlingen i ett pastorat med Kalls församling och från 2018 i Åre pastorat.

## Kyrkoherdar
| 1428–1430  | Pawal                       |           |                                           |
| 1468       | Daniel Nilsson              |           |                                           |
| 1480-talet | Silfasth                    |           |                                           |
| 1493       | Mattz                       |           |                                           |
| 1493–1530  | Anund                       |           |                                           |
| 1532–1566  | Måns Karlsson Blix          | 1502–1570 |                                           |
| 1566–1611  | Laurentius Magni Blix       | 1561–     |                                           |
| 1613–1635  | Hans Christenssen           | 1613–1635 |                                           |
| 1636–1662  | Adamus Wilhelmi Klangundius | 1605–1662 |                                           |
| 1663–1677  | Petrus Nicolai Berghemius   | –1677     |                                           |
| 1680–1705  | Petrus Andreae Sundius      | 1641–1705 |                                           |
| 1707–1714  | Petrus Petri Sundius        | 1679–1714 |                                           |
| 1715–1719  | Johannes Hammarberg         | 1687–1719 |                                           |
| 1720–1723  | Olof Svanholm               | 1658–1723 |                                           |
| 1725–1739  | Nicolaus Jacobi Åmann       | 1693–1739 |                                           |
| 1741–1766  | Jonas Sellin                |           | Senare kyrkoherde i Rödöns församling.    |
| 1766–1782  | Sven Hellström              | 1722–1782 |                                           |
| 1783–1817  | Jahan Söderberg             | 1737–1817 |                                           |
| 1818–1821  | Johan Olof Arbman           |           | Senare kyrkoherde i Offerdals församling. |
| 1821–1833  | Pehr Lagergren              |           | Senare kyrkoherde i Indals församling.    |
| 1835–1862  | Isak Byström                | 1789–1862 |                                           |
| 1865–1878  | Erik Norrman                | 1804–1878 |                                           |
| 1880–1902  | Olof Wilhelm Gustaf Norrman | 1835–1902 |                                           |
| 1904–1917  | Anders Emil Lindeman        | 1849–1917 |                                           |

## Kyrka
- Undersåkers kyrka
- Järpens kapell
- Vallbo kapell
- Stavkyrkan, Undersåker
- Nylands missionshus